# Augustin Mengelberg

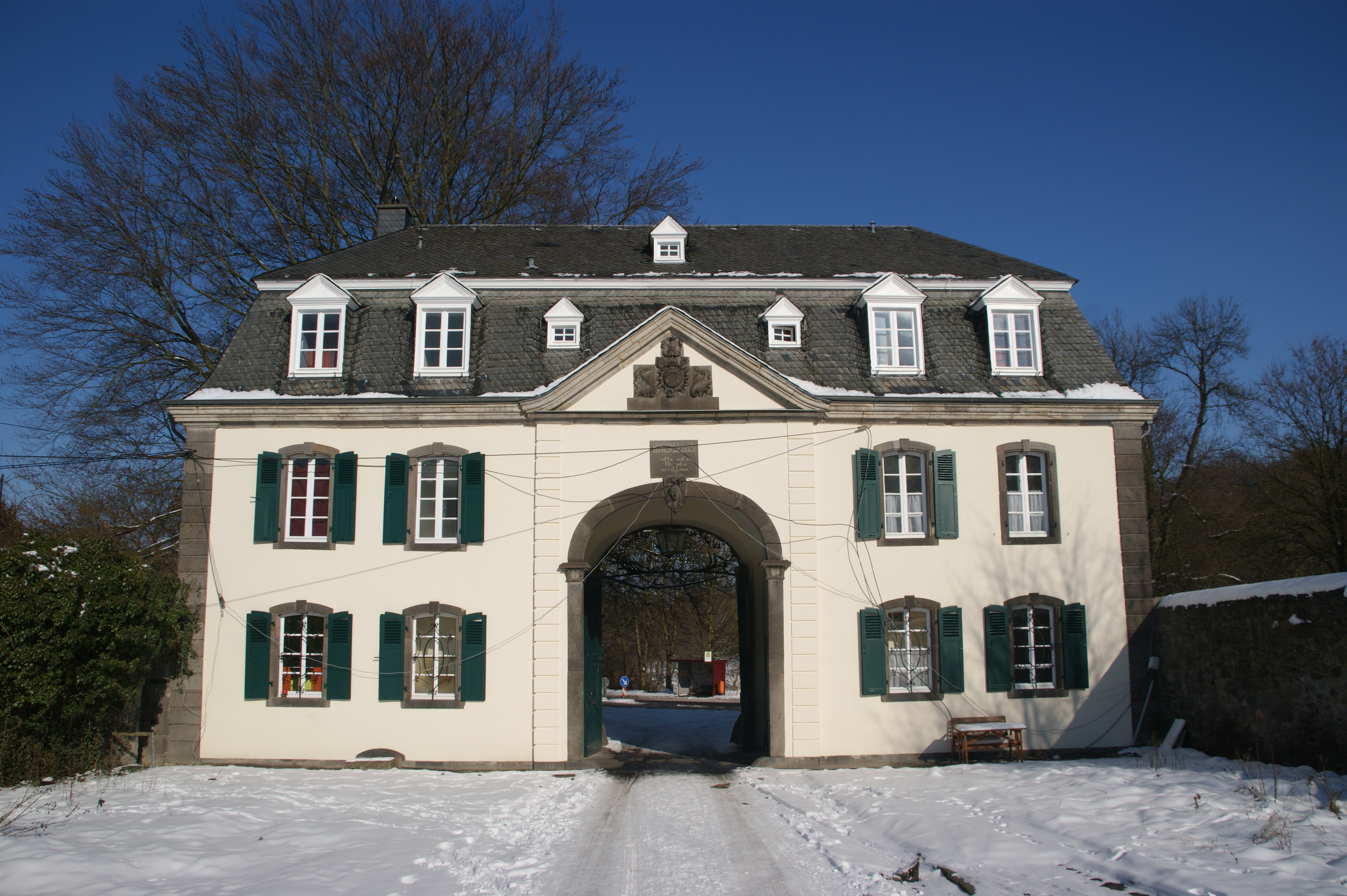
Das Eingangsgebäude der Abtei Heisterbach

Augustin Mengelberg (* 10. November 1710 in Linz am Rhein; † 8. September 1763 in Heisterbach) war ein Zisterziensermönch. Von 1748 bis 1763 war er Abt des Klosters Heisterbach.
Mengelberg entstammte einer angesehenen Beamten- und Künstlerfamilie aus Linz am Rhein. Er wurde erst Priester, dann Lector. 1748 wurde er vom Konvent der Abtei zum Abt erwählt. Das barocke Eingangsgebäude der Abtei wurde im Auftrag Mengelbergs 1750 gebaut.